# سمكة ألفريدي
عبارة عن سلسلة من ألعاب النقطة والنقر والترفيه العملاق، بدأ المسلسل في عام 1994. سمكة ألفريدي هي سمكة صفراء تتولى التحقيقات البوليسية طوال السلسلة. صديقتها المقربة، سمكة خضراء تدعى لوثر، ترافقها في كل مغامراتها. أدى صوت فريدي أنيت توتونجي، وأدى مايك ماكوليف صوت لوثر في استوديو الحيوانات السيئة في سياتل، واشنطن. باعت السلسلة أكثر من 2.5 مليون نسخة، وفازت بأكثر من 75 جائزة امتياز.

## اللعب
ينتقل فريدي ولوثر من منطقة إلى أخرى بالنقر، إذ يتحول المؤشر إلى سهم ثلاثي الأبعاد. في كل منطقة، توجد أماكن يمكن لللاعب النقر عليها لتشغيل رسوم متحركة لا علاقة لها بالمخطط، وعلى ذلك النقش المتقاطع لسلسة (بوت-بوت، بيجاما سام وسبي فوكس)، إضافةً إلى العناصر المهمة التي يجب جمعها (قنافذ البحر التي يمكن إنفاقها بوصفها أموالًا لشراء عناصر أخرى)، والشخصيات غير القابلة للعب والتحدث معها. يتعذر الوصول إلى بعض العناصر أو المناطق ما لم يُزال العائق من طريق مساعدة إن بي سي، أو الحصول على عنصر آخر مطلوب للتقدم.
يجري الاحتفاظ بجميع العناصر التي جمعت مع فريدي وتخزينها في قائمة جرد لاستخدمها لاحقًا، وتترك قدرتها على حملها بعيدًا عن الأنظار دون تفسير. عادة ما تسافر السمكتان معًا، ولكن في حالات نادرة طوال السلسلة، قد يجري فصلها، ويتولى اللاعب السيطرة على لوثر. في مثل هذه التسلسلات، لا يمكن استخدام العناصر حتى يجتمع لوثر مع فريدي. من الممكن أيضًا حفظ اللعبة، ثم متابعتها لاحقًا. عمومًا تركز مغامرات فريدي فيش جونيور بنحو أساسي على المساعدة على حل مشكلات الآخرين المرتبطة بخط قصة تتقدم باستمرار.
في جميع ألعاب سمك الفريدي باستثناء اللعبة الثانية (المدرسة المسكونة)، تنقسم اللعبة إلى منطقتين: عالم ألعاب رئيسية أكبر، حيث يكمل اللاعب خدمات الشخصيات الأخرى غير القابلة للعب، ويستخدم العناصر للعمل على حل لغز المعني، ومنطقة نهاية لعبة أصغر تمثل نقطة اللاعودة، حيث يفقد فريدي ولوثر معظم أو كل عناصرهما، ويواجهان الخصوم الرئيسيين، ويحلان اللغز في النهاية. تنتهي الألعاب الثالثة والرابعة بغموض لمعرفة من كان اللص. في اللعبة الثالثة، يقدمون دليلًا أو اثنين تشير إلى شخصية أحد المشتبه بهم المحتملين، الذين جرى تحديدهم عشوائيًا؛ في اللعبة الرابعة، يشير دليل في غرفة أسماك الهاش إلى كائن كان المشتبه به يستخدمه.

## الشخصيات
تدور أحداث هذه السلسلة تحت سطح البحر، وتتميز بالعديد من الحياة البحرية المجسمة، إذ يجري تجسيم شخصيات الأسماك البالغة بنحو كبير من جهة أنها تطفو ورؤوسها مرفوعة وذيلها متجه إلى أسفل، وهي غير نمطية للأسماك الحقيقية، بل وترتدي ملابس بشرية.

### الشخصيات الاساسية
·       سمكة ألفريدي: سمكة صفراء ذات زعانف برتقالية وعيون زرقاء. تتطوع للتحقيق في أي لغز أو جريمة أثرت على صديقاتها مؤخرًا. غالبًا ما تقاوم المحتالين الذين تمسك بهم بأخلاق المخالفات، ولديها رغبة في أن تكون ضابطة شرطة عندما تبلغ سن الرشد. قامت بأداء صوتها أنيت توتنجي.
·       لوثر: سمكة خضراء ذات زعانف بيج وعيون سوداء. إنه أفضل صديق وصاحب لفريدي. إنه سمكه غوبي مثل فريدي، وهو مخلص جدًا لأصدقائه وعائلته.

### سمك الفريدي وحالة بذور عشب البحر المفقودة(1994)
·       بوس&سبونجهيد: اثنان من أسماك القرش الأزرق اللصوص، يسرقان بذور عشب البحر، التي تغذي المدينة بأكملها خصيصًا للحبار. كما تعكس أسمائهم، فإن بوس هو القرش الذي يقوم بالتخطيط، وسبونجهيد هو القرش الذي يتبع التعليمات مع حدوث بعض النتائج بنحو خاطئ. كما أنهم يقدمون دورًا رئيسيًا في اللعبة الثانية.
·       إدي: ثعبان البحر الأخضر اللئيم، الذي يقف في طريق لأسماك الأخرى، ولديه شهية كبيرة. يلعب الدور نفسه في المباراة الثانية.
·       غابي: سمكة صغيرة عالقة في الصخور في كهف حتى يستخدم فريدي ولوثر لوحًا خشبيًا لتحريره.
·      الجدة الهامور: الهامور الأرجواني وجدة فريدي التي تزرع بذور عشب البحر، وتظهر بنحو طفيف في الشوط الخامس.
·      السيدة هاليبوت: والدة غابي.
·       راي: مانتا راي، مائي اللون مع نزوة لجمع العناصر الجميلة ذات القيمة. يلعب الدور نفسه في المباراة الثانية.
·       سام: بجع صديق مقرب لفريدي ولوثر.
·       الحبار: حبار عملاق يغمغم عندما يتحدث. إنه غاضب باستمرار، ويقضي الكثير من الوقت في مداعبة سمكة السلور البيضاء. في لحظات غضبه يطرد الحبر، وهو مقتبس عن الأب الروحي فيتو كورليوني من فيلم وارنست ستافرو بلوفيلد من أفلام جيمس بوند.
·       تاكر تيرتل: سلحفاة بحرية خضراء وصديق جيد لفريدي ولوثر، يلعب دورًا أكثر أهمية في اللعبة الثانية.